# طمارين ذو الشارب
طمارين ذو الشارب؛ طمارين ذو الشاربين (الاسم العلمي:Saguinus mystax) وهو من سعادين العالم الجديد ونوع من جنس الطمارين (الفرع الأول لفصيلة بهيات الشعر). سمي الطمارين ذو الشارب بسبب قلة تلوين شعر الوجه المحيط بالفم، والذي يبدو مشابهًا للشارب. كما هو الحال مع جميع قرود العالم الجديد، تم العثور على طمارين ذو الشارب فقط في مناطق أمريكا الوسطى والجنوبية.

## التصنيف
هناك نوعان من الأنواع الفرعية من هذا النوع:
- طمارين ذو الشارب سبكس (Saguinus mystax mystax)
- طمارين ذو الشارب أبيض الظهر (Saguinus mystax pluto)
- طمارين أحمر الرأس (Saguinus mystax pileatus)

## الوصف
يبلغ عمر طمارين ذو الشارب حوالي 20 عامًا، وتزن 500 إلى 600 جرام فقط، حتى أنها أقل من وزن الشيواوا، كما يتراوح طولها من 30 إلى 92 سم، والإناث البالغات أكبر من الذكور البالغين. تتميز قرود طمارين ذات الشارب بشعر أبيض مجعد حول فمها، على غرار شاربها. وجههم مسطح بعيون لوزية الشكل. آذانهم فروي وكبيرة، ولديهم شعر طويل وحريري للجسم. جسمها بني-أسود مع شارب أبيض وأنف أبيض. لديهم تيجولا، وهي أظافر تشبه المخالب، على كل إصبع باستثناء إصبع القدم الكبير. تسمح لهم هذه المخالب بالتشبث بسهولة على الأشجار أثناء الأكل. لديهم قواطع مخروطية أو ملقحة، والتي تستخدم لقطع الطعام، وهي أصغر من الأنياب. يحتوي الجانب اللساني والشفوي لقواطعهما على طبقة سميكة من المينا. على عكس معظم قرود العالم الجديد، فإن قرد الطمارين ذو الشارب لديه إبهام غير معاكسة ويفتقر إلى ذيل قابض.

### رؤية
تمتلك الإناث متغايرة الزيجوت، والتي تشكل حوالي 60٪ من إناث الطمارين، ورؤية ثلاثية الألوان في حين أن مجموعات الطمارين الباقية ذات الشارب لديها رؤية ثنائية اللون. الرؤية ثلاثية الألوان هي القدرة على رؤية نطاق أوسع من الألوان بسبب وجود ثلاثة مستقبلات لونية في شبكية العين، في الجزء الخلفي من العين، مما يسمح لها بالتمييز بين الأخضر والأزرق والأحمر. يتمتع البشر، وكذلك معظم أنواع قرود العالم القديم، بقدرات بصرية ثلاثية الألوان؛ ومع ذلك، فإن بعض قرود العالم الجديد تفعل ذلك أيضًا. الرؤية ثنائية اللون هي شكل من أشكال رؤية الألوان حيث يتم إدراك لونين فقط من الألوان الأساسية. الرؤية ثلاثية الألوان هي تكيف تطوري يمكّن الإناث من العثور على الفاكهة وتحديدها بسهولة أكبر. تعتبر رؤية الألوان عاملاً مساهماً في اختيار القيادة في القوات.

## الموائل والتوزيع
يعيش الطمارين ذو الشارب في الغابات الاستوائية المطيرة في البرازيل وبوليفيا وبيرو. يعيشون في غابات قاحلة في المرتفعات في الأراضي المنخفضة في الأمازون، ويحتلون في الغالب أغصان الأشجار العالية. يتراوح النطاق المنزلي للطمارين ذو الشارب بين 25 و 50 هكتارًا.

## علم البيئة
طمارين ذات الشارب هي آكلة اللحوم والحشرات. يتكون نظامهم الغذائي بشكل أساسي من الفاكهة والرحيق ونضح الصمغ واللافقاريات والفقاريات الصغيرة. تشمل اللافقاريات الجنادب، والجنادب العصا، والعناكب. تشمل الفقاريات السحالي والضفادع. تعتبر تغذية اللثة موسمية، إلا أنها عنصر غذائي أساسي خلال المواسم الجافة والرطبة المبكرة عندما تكون الموارد الأخرى شحيحة. الإفرازات تكمل المغذيات وتوازن تناول المعادن؛ التي تمنع الأنواع من تجربة مجموعة من الآثار الضارة من اتباع نظام غذائي آكل للحشرات منخفض الكالسيوم والفوسفور. إنها تعرض نمطًا من العلف الانتهازي للغاية، وتعتمد نسبة وتنوع أجيالها على التوافر في موقعها الجغرافي. يختار طمارين ذو الشارب الأشجار بكمية الرحيق التي ينتجها، بدلاً من قربه من نطاق موطنه. هذا الحجم الكبير من الرحيق يجعل الأشجار المختارة أكثر موثوقية لأنه يسمح لها بالتغذية لفترات أطول. تتيح لهم ذاكرتهم المكانية الرائعة أن يتذكروا بسرعة موقع الأشجار المثمرة. تعد الذاكرة المكانية أمرًا حيويًا لأنها تساعد في استغلال مجموعة متناثرة على نطاق واسع من مواقع التغذية وتقلل من الجهد المبذول في البحث عن الطعام.
قرد الطمارين ذو الشارب هو ناثر للبذور من الأنواع النباتية نتيجة لنظامهم الغذائي المتنوع. ينشرون بذور الفاكهة التي يتناولونها، مما يؤثر بشكل غير مباشر على تجديد الغابات وصيانتها. وهي مغذيات انتهازية، تستخدم مجموعة واسعة من الموارد النباتية، مما يسمح لها بتفريق مجموعة متنوعة من أنواع البذور، مما يوفر فائدة كبيرة لنظامها البيئي.

### العلاقات بين الأنواع
طمارين ذو الشارب تعيش في المناطق الإقليمية، فإنها تنضم أحيانًا إلى مجموعات من الطمارين ذات اللون البني (Saguinus fuscicollis) وطمارين جفروي سرجيّ الظهر (Leontocebus nigrifrons). يمكن أن تتعايش هذه الأنواع لأن لها أنواعًا حركية مختلفة، وتقنيات الصيد، وتفضيل الدعم، واختيار الطعام، والإقامة في طبقات مختلفة من موطنها الحرجي. لا يتنافس طمارين ذو اللون البني والطمارين ذو الشارب على نفس الموارد. تسهل مشاركة المنطقة مع نوع آخر لتجنب المفترسات، مما يزيد من فرص البقاء على قيد الحياة لكلا المجموعتين. وجود المزيد من العيون والأذنين يوفر حماية أكبر.

## الدور البيئي
يُعتبر الطمارين ذو الشارب من الأنواع المهمة في نثر بذور للعديد من الأنواع النباتية نتيجة نظامه الغذائي المتنوع. حيث ينشرون بذور الفاكهة التي يتناولونها، مما يؤثر بشكل غير مباشر على تجديد الغابات وصيانتها. وهي مغذيات انتهازية، تستخدم مجموعة واسعة من الموارد النباتية، مما يسمح لها بنثر مجموعة متنوعة من أنواع البذور، وبالتالي يوفر فائدة كبيرة لنظامها البيئي.

## السلوك

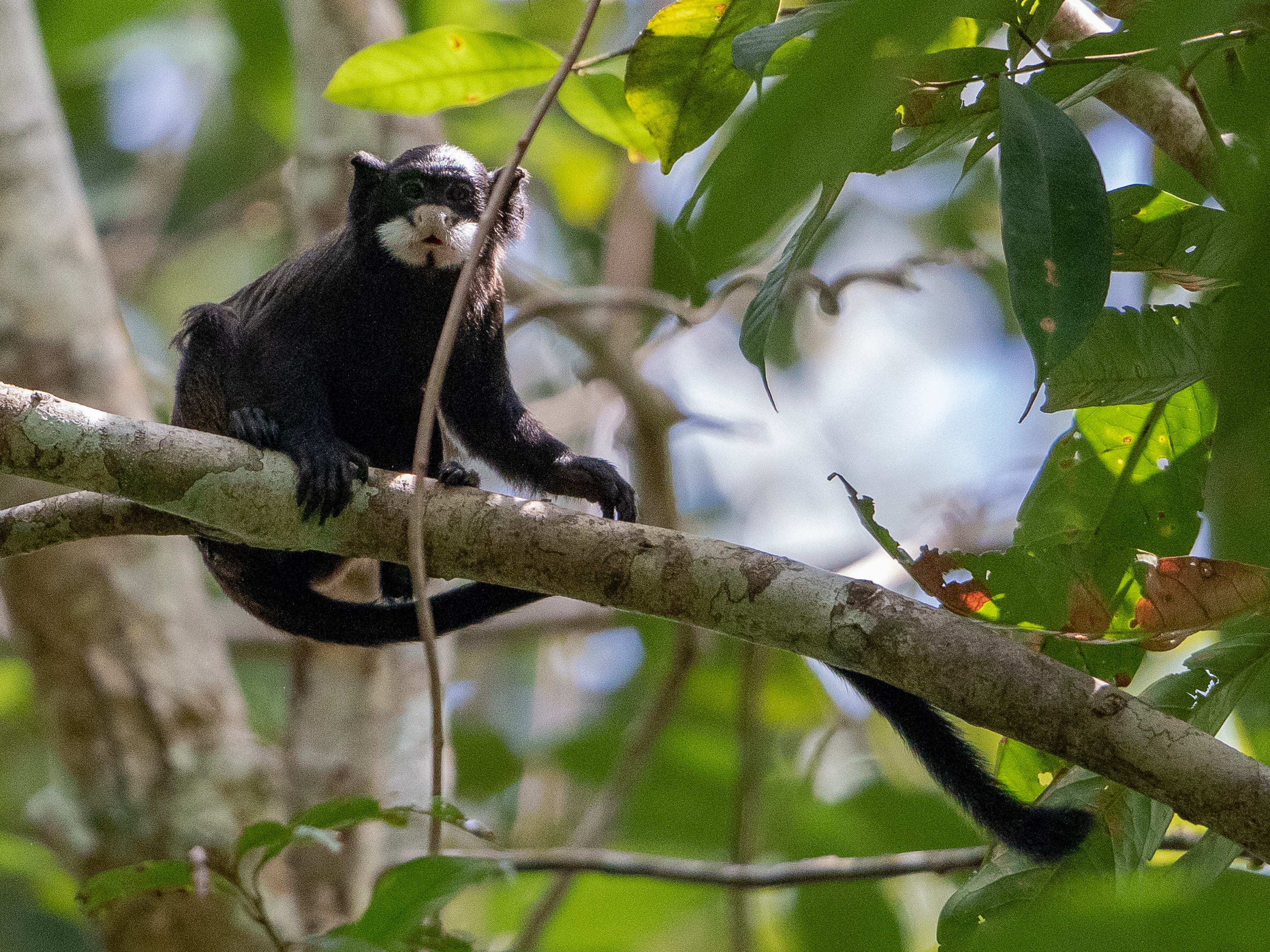
طمارين ذو الشارب في حديقة سيرا دو ديفيزور الوطنية ، أكري، البرازيل

طمارين ذو الشارب وهو شجريّ ونهاري. يمشي الطمارين ويركض على أربع، على غرار السناجب ويستخدمون مخالبهم لتحقيق التوازن. يمارس الطمارين ذو الشارب ثلاثة أنواع من الحركة. رباعي الأرجل المتماثل هو أكثر أنواع الحركة استخدامًا، يليه رباعي الأرجل غير المتماثل، ثم القفز. يعتمد نوع القفزة على طبقة الغابة التي يشغلونها. في المظلة السفلية، يتم تنفيذ قفزات «من الجذع إلى الجذع». هذه القفزات قصيرة وسريعة، يصل طولها فقط من متر إلى مترين. أثناء الوقوف على جذع متوسط أو كبير الحجم، يدفعون أنفسهم في الهواء ويهبطون على أطرافهم الأمامية على جذع آخر. يقومون بقفزات «ملتوية» تسمح لهم بالعبور بين الأشجار المتقطعة، ويمدوا أرجلهم بعيدًا إلى الخارج، لتصل إلى مترين. في المظلة العالية، يؤدون قفزات «بهلوانية». هذه قفزات أطول، تصل إلى 5 أمتار أو أكثر، وتستخدم للتنقل بين رؤوس الأشجار. أثناء وجودهم في الهواء، يستخدمون ذيلهم لإبطاء جسمهم قبل الهبوط على تاج شجرة قريبة.
تختار قرود الطمارين ذو الشارب مناطق كثيفة الأوراق للراحة والنوم لتمويه نفسها بشكل أفضل لأن صغر حجمها يجعلها هدفًا سهلاً. تكتيكهم الرئيسي هو تجنب الافتراس عن طريق جذب أقل قدر ممكن من الاهتمام. وتشمل مفترساتها النسور والطيور الجارحة الأخرى، والثعابين، والتايرات، وجغورندي، والأصلوت، والقطط البرية الأخرى.
يمكن استخدام الاستمالة الاجتماعية لتطوير الروابط. تستخدم حيوانات الطمارين ذات الشارب مخالبها لفك تشابك وتمشيط شعر بعضها البعض وإزالة الطفيليات والأوساخ بأسنانها ولسانها. لا يمارس الأعضاء الاستمالة الاجتماعية بشكل متساوٍ ويعتمد مقدار خدمات العناية الشخصية المقدمة والمتلقاة على الوضع الاجتماعي للفرد.
تُستخدم علامات الرائحة لتحديد حدود المنطقة والتواصل مع الآخرين. تمارس الإناث تعليم الرائحة بشكل متكرر أكثر من الذكور لأنها تستخدم أيضًا في اختيار الشريك. الأنواع الثلاثة للوسم بالرائحة هي الوسم الدائري ووضع العلامات فوق العانة والعلامات القصية. الوسم فوق البشري هو أكثر أنواع الوسم بالرائحة شيوعًا.

### ديناميكيات المجموعة
تتكون المجموعة عادة من 4-8 أفراد، باستثناء الرضع، وتحتوي كل مجموعة عادة على 1 أو 2 أنثى بالغة. ومع ذلك، فقد لوحظ أن المجموعات تصل إلى 15 فردًا وتمت مصادفة الأفراد الانفراديين. بشكل روتيني، تغادر مجموعات من أسماك الطمارين ذات الشارب في الصباح الباكر بحثًا عن الطعام. وهم لا يأكلون في وقت واحد. يضع أحد البالغين نفسه بالقرب من موقع التغذية ويفحص المناطق المحيطة بحثًا عن الحيوانات المفترسة لحماية المجموعة أثناء أوقات الوجبات. ثم يتجالسون ليلا في مناطق شديدة الأوراق لحماية أنفسهم من الحيوانات المفترسة أثناء النوم.

### النزاع
غالبًا ما يكون هناك صراع بين المجموعات المجاورة من طمارين ذو الشارب بسبب الموارد الغذائية المحدودة، خاصة بالقرب من الأشجار الكبيرة. يمكن أن تنشأ المعارك الصوتية، مع نداءات طويلة تتكون من مقاطع قصيرة ذات تردد عالٍ. يحدث هذا النوع من الصراع بين المجموعات التي تبعد مسافة 25 مترًا أو أكثر. ومع ذلك، يمكن أن تكون المعارك أكثر عدوانية، وغالبًا ما تتضمن عويل التنبيه والاتصال المرئي وعلامات الرائحة وسلسلة من المطاردة والتراجع. يهاجم الذكور البالغون، ويحدثون أصواتًا قتالية صاخبة، بينما يطارد الكبار بعضهم البعض. في وقت لاحق، هناك فترة من الهدوء، وكلا المجموعتين تبحث عن العلف للطعام وفحص المجموعة المعارضة لفرص التزاوج. يزداد تواتر المواجهات العدوانية خلال موسم التكاثر وتحدث غالبية التزاوج أثناء المواجهة العدوانية أو بعدها مباشرة.

### النطق
تسمح الأصوات لطمارين بالتمييز بين الأفراد وتنظيم حركات المجموعة والتأكد من محاسبة جميع الأعضاء. إذا تم فصل الأفراد، سينتج الأفراد من نفس المجموعة أصواتًا طويلة من 2 إلى 3 ثوانٍ للإشارة إلى موقعهم. تتكون هذه النداءات من مقاطع لفظية قصيرة متكررة معدلة التردد تتراوح من 8 إلى 12 كيلوهرتز. في الصباح، يقوم طمارين ذو الشارب بإجراء مكالمات مع بعضهم البعض لتنسيق الحركة لهذا اليوم نحو مواقع محددة للبحث عن الطعام. يصنع صغار طمارين أيضًا أصواتًا أثناء الجري ومطاردة بعضهم البعض أثناء اللعب.

## عادات التكاثر والتزاوج
يمتد موسم التكاثر لقرد الطمارين ذو الشارب من نوفمبر إلى مارس، حيث تتناسل أكبر أنثى في المجموعة. تدخل الإناث في الشبق لمدة 17 يومًا تقريبًا، وتبلغ فترة حملها حوالي 145 يومًا، بعد ذلك تلد الإناث، ويساعد أعضاء المجموعة الآخرون في رعاية الأطفال الرُضع، مما يسمح للإناث بالولادة أكثر من مرة في السنة. تحمل الأنثى في الكثير من الأحيان توأمان لأنها تقوم بإباضة بويضات متعددة خلال الدورة الإنجابية. يمكن أن يصل حجم التوأم إلى ربع حجم الأم عند الولادة. تصل الإناث إلى مرحلة النضج الإنجابي في حوالي 480 يومًا، والذكور عند 540 يومًا. يهاجر كلا الجنسين إلى مجموعة مُختلفة في مرحلة البلوغ لتجنب خطر زواج الأقارب. يُمارس الطامرين ذو الشارب مجموعة متنوعة من أنظمة التزاوج: تعدد الأزواج أو تعدد الزوجات أو تعدد الأزواج والزوجات. غالبًا ما تتلقى الأمهات المُساعدة من 4 أو 5 أعضاء آخرين في المجموعة. في المجموعات متعددة الأزواج، يتحمل الذكر الأول وجود ذكور آخرين يمكنهم تقديم رعاية الرضع. قد يؤدي عدم وجود عدد كافٍ من المساعدين في بعض الأحيان إلى وأد الرضيع.

## اقرأ أيضا
- طمارين جوفري
- طمارين الأسود
- طمارين غرايلز

## قراءات معمقة
- Abourachid، Anick (1 يوليو 2003). "A new way of analysing symmetrical and asymmetrical gaits in quadrupeds". Comptes Rendus Biologies. ج. 326 ع. 7: 625–630. DOI:10.1016/S1631-0691(03)00170-7. PMID:14556381.
- Garber، P. A.؛ Pruetz، J. D. (1 مايو 1995). "Positional behavior in moustached tamarin monkeys: effects of habitat on locomotor variability and locomotor stability". Journal of Human Evolution. ج. 28 ع. 5: 411–426. DOI:10.1006/jhev.1995.1032.
- Löttker، Petra؛ Huck، Maren؛ Heymann، Eckhard W. (ديسمبر 2004). "Demographic parameters and events in wild moustached Tamarins (Saguinus Mystax)". American Journal of Primatology. ج. 64 ع. 4: 425–449. DOI:10.1002/ajp.20090. PMID:15580582.